# دریک دیر
دریک دیر (انگلیسی: Dirk Dier؛ زادهٔ ۱۶ فوریه ۱۹۷۲) یک تنیس‌باز اهل آلمان غربی است.